# Diocesi episcopale di Haiti
La diocesi di Haiti (in latino: Dioecesis de Haitia) è una sede della Chiesa episcopale situata nella regione ecclesiastica Provincia 2. Nel 2010 contava 86.424 battezzati, la diocesi con il numero maggiore di fedeli. È attualmente retta dal vescovo Jean-Zache Duracin.

## Territorio
La diocesi comprende l'intero stato di Haiti.
Sede vescovile è la città di Port-au-Prince, dove si trova la cattedrale della Santissima Trinità (Cathédrale de la Sainte-Trinité).
Il territorio si estende su 27.750 km².

## Storia
La cattedrale della Santissima Trinità è stata costruita a Port-au-Prince nel giorno di pentecoste, il 25 maggio 1863. Da allora la chiesa è stata distrutta sei volte, l'ultima durante il terremoto di Haiti del 2010, dove la moglie del vescovo si ferì. La prima volta venne incendiata da Sylvain Salnave nel 1866; probabilmente la seconda, e sicuramente la terza volta, venne distrutta da un incendio nel 1873; ancora un'ennesima volta da un incendio il 4 luglio 1888; e la quinta volta benne distrutta il 5 luglio 1908. La cattedrale venne ricostruita per la sesta volta nel 1924.
Nel 1864, si tenne il primo sinodo diocesano. Inizialmente nota come la "Chiesa ortodossa apostolica haitiana", venne riconosciuta come membro della Comunione anglicana nel 1870. La diocesi di Haiti venne formalmente eletta il 15 maggio 1875.